# اسلام در جزایر سلیمان
تعداد مسلمانان در جزایر سلیمان حدود ۳۵۰ نفر تخمین زده شده‌است که برخی از آنان از پیروان فرقه محمدیه هستند.

## منبع‌ها
1. ↑  «Solomon Islands». بایگانی‌شده از اصلی در ۱۹ ژانویه ۲۰۱۲. دریافت‌شده در ۲۴ مه ۲۰۱۱.